# دخلة حمراء

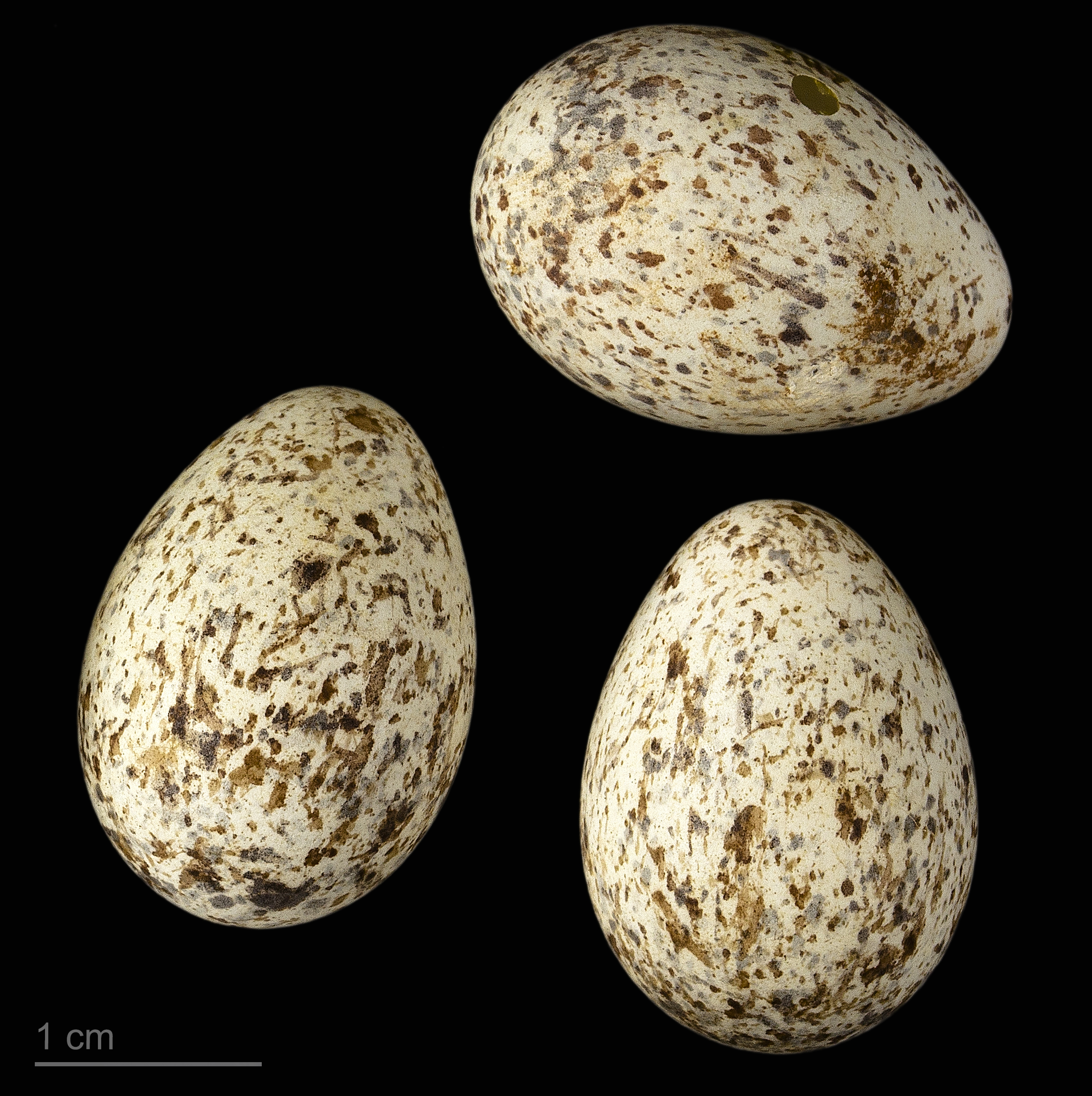
Cercotrichas galactotes

دخلة حمراء (الاسم العلمي: Cercotrichas galactotes) (بالإنجليزية: Rufous-tailed Scrub Robin)‏ هو طائر ينتمي إلى صائدة الذباب (فصيلة: Muscicapidae).